# سفينة مدرعة

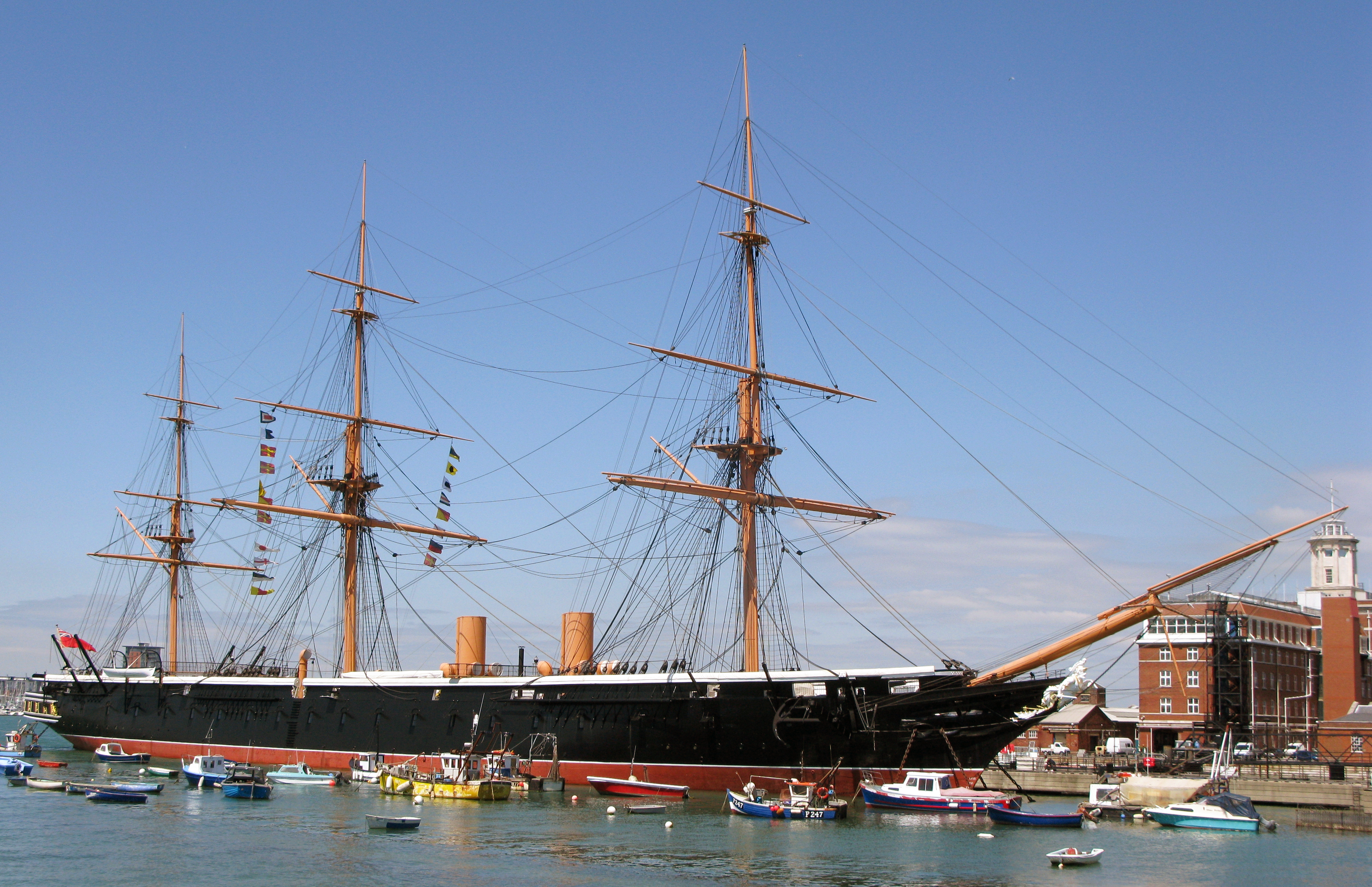
الدارعة البريطانية واريور التي يعود تاريخ بنائها لعام 1859

سفينة مدرعة أو دارعة (بالإنجليزية: Ironclad)‏ هي سفينة حربية تعمل بالدفع البخاري ومحمية بالصفائح الحديدية أو الفولاذية ظهرت السفن الحربية الحربية لأول مرة في خمسينيات القرن التاسع عشر بسبب ضعف السفن الخشبية للقذائف المتفجرة والحارقة ٬ بنيت أول سفينة بحرية مدرعة في فرنسا وهي البارجة «جلوري» التي صنعت في فرنسا عام 1859 وفي ذات السنة ردت البحرية البريطانية ببناء سفينتين مدرعتين ذات هيكل حديدي من فئة واريور ٬ خلال الحرب الأهلية الأمريكية جرت أول معركة بحرية اشتركت بها سفينة حربية مدرعة للكونفدراليين وانتصرت على السفن خشبية للبحرية الأمريكية لتصبح السفن الحربية البديل للسفن الخطية الغير مدرعة.